# Граф Лукан

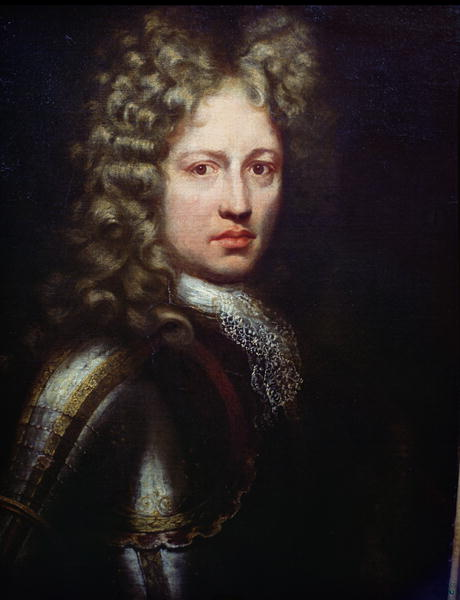
Патрик Сарсфилд, 1-й граф Лукан

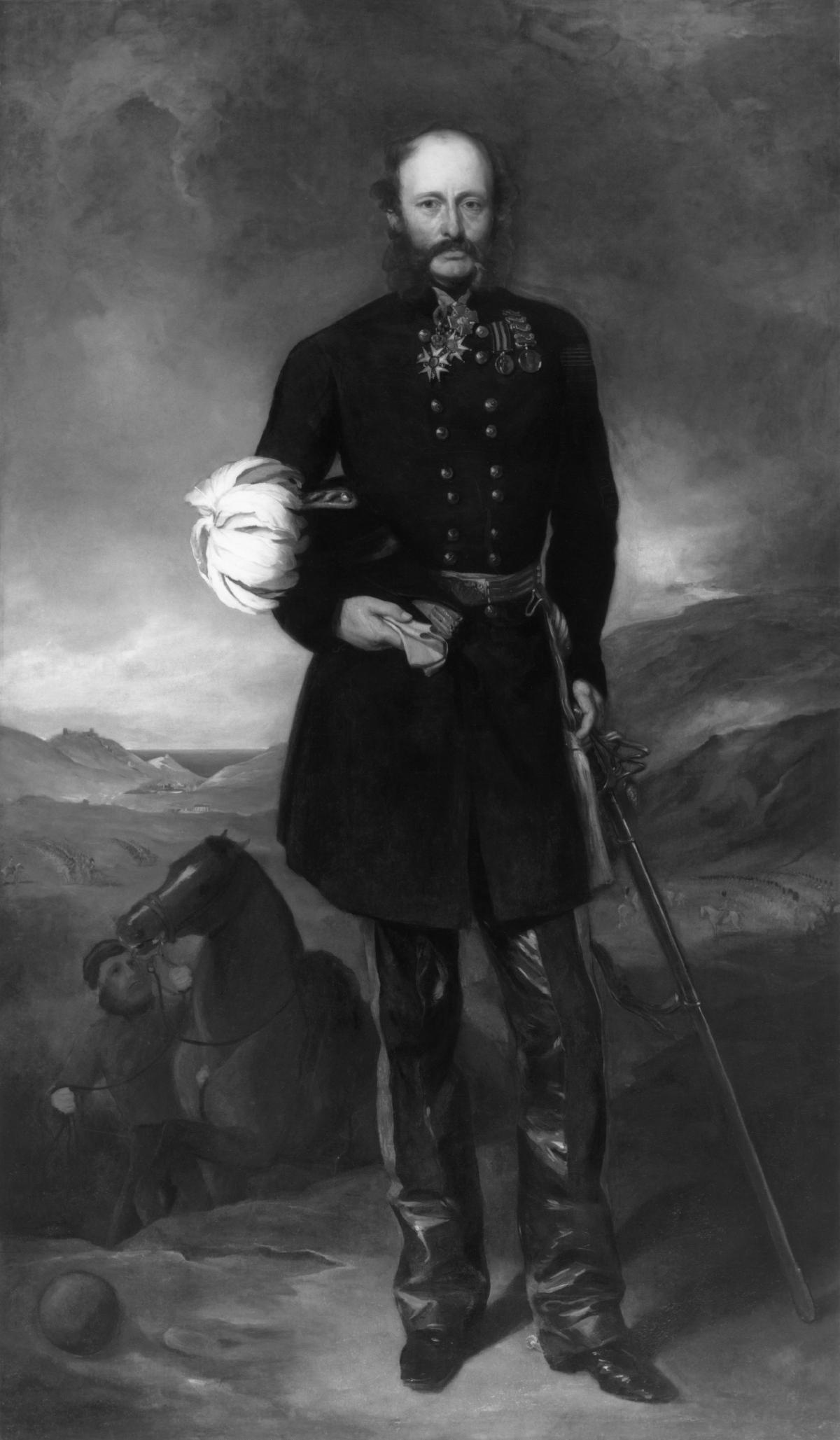
Джордж Бингэм, 3-й граф Лукан

Граф Лукан (англ. Earl of Lucan) — наследственный титул в системе Пэрства Ирландии, созданный дважды в ирландской истории (1691 и 1795).
Дополнительные титулы, связанные с титулом графа Лукана: барон Лукан из Каслбара в графстве Мейо (создан в 1776, пэрство Ирландии) и барон Бингэм из Мелкомб Бингэма в графстве Дорсет (1934, пэрство Соединённого королевства). Граф Лукан также носит титул баронета (Каслбар, графство Мейо), созданный в Баронетстве Новая Шотландия 7 июня 1634 года.

## История
В 1691 году титул графа Лукана был создан для Патрика Сарсфилда (ок. 1660—1693), одного из старших ирландских командиров английского короля Якова II Стюарта, сражавшегося на стороне последнего против Вильгельма Оранского в Ирландии. Его сын и преемник Джеймс Сарсфилд (1693—1719) скончался бездетным. После его смерти титул графа Лукаса пресекся.
В 1795 году титул графа Лукана был вторично воссоздан для Чарльза Бингэма, 1-го барона Лукана (1735—1799), внучатого племянника Патрика Сарсфилда. Он избирался в Ирландскую палату общин от Мейо (1761—1776) и Каслбар (1761) и в Британскую палату общин от Нортгемптон (1782—1784). Его единственный сын, Ричард Бингэм (1764—1839), заседал в Палате общин от Сент-Олбанса (1790—1800), затем в качестве одного из избранных ирландских пэров-представителей заседал в Палате лордов с 1802 по 1839 год. Его старший сын Джордж Бингэм, 3-й граф Лукан (1800—1888), командовал кавалерийским полком во время Крымской войны и участвовал в неудачной Атаке лёгкой бригады. Он заседал в Палате общин от Мейо (1826—1830), затем был одним из избранных ирландских пэров-представителей в Палате лордов (1840—1888), а также носил должность лорда-лейтенанта графства Мейо (1845—1888). Его преемником стал старший сын, Джордж Бингэм, 4-й граф Лукан (1830—1914). Он представлял Мейо в Палате общин (1865—1874) и занимал должность лорда-лейтенанта графства Мейо (1901—1914). Ему наследовал его сын, Джордж Бингэм, 5-й граф Лукан (1860—1949). Политик-консерватор, он избирался в Палату общин Великобритании от Чертси (1904—1906), а также занимал должности Лорда-в-ожидании (1920—1929), капитана Корпуса офицеров почётного эскорта (1929, 1931—1940) и парламентского организатора (1929, 1931—1940). Ему наследовал старший сын, Джордж Бингэм, 6-й граф Лукан (1898—1964), который был капитаном почётной йоменской гвардии (1950—1951) и заместителем министра по делам Содружества (1951).
В 1974 году стал известен его преемник и старший сын, Ричард Джон Бингэм (род. 1934), пропавший в том же году без вести. В июне 1975 года в его отсутствие суд присяжных постановил, что он виновен в убийстве Сандры Риветта, няни своих детей. В октябре 1999 года лорд Лукан был объявлен юридически мёртвым. Его единственный сын и наследник, Джордж Бингэм (род. 1967), является владельцем поместья графов Лукан. Однако его ходатайство в 1998 году в Палату лордов, чтобы занять место своего отца, было отклонено лордом-канцлером.
По ходатайству лорда Бингэма от 2014 года решением суда от 4 февраля 2016 года  Ричард Джон Бингэм, 7-й граф Лукан был признан умершим. Титул и место в Палате лордов перешли к его сыну Джорджу Бингэму, ставшему 8-м графом Лукан.
Фамильная резиденция — Каслбар-хаус в окрестностях Gorteendrunagh в графстве Мейо и Лэйлхэм-хаус, рядом с Спэлтхорном в графстве Суррей.

## Графы Лукан, первая креация (1691)
- 1691—1693: Патрик Сарсфилд, 1-й граф Лукан (ок. 1660 — 21 августа 1693), сын Патрика Сарсфилда
- 1693—1718: Джеймс Сарсфилд, 2-й граф Лукан (1693—1718), единственный сын предыдущего.

## Баронеты Бингэм из Каслбара (1634)
- Сэр Генри Бингэм, 1-й баронет (1573 — ок. 1658), сын сэра Джорджа Бингэма (ум. ок. 1599) и племянник сэра Ричарда Бингэма (1528—1599)
- Сэр Джордж Бингэм, 2-й баронет (ок. 1625 — до 1 июня 1682), единственный сын предыдущего
- Сэр Генри Бингэм, 3-й баронет (ум. до 1714), старший сын предыдущего
- Сэр Джордж Бингэм, 4-й баронет (ум. после 1730), младший сын 2-го баронета
- Сэр Джон Бингэм, 5-й баронет (ок. 1696 — 21 сентября 1749), старший сын предыдущего
- Сэр Джон Бингэм, 6-й баронет (ноябрь 1730 — 27 ноября 1750), старший сын предыдущего
- Сэр Чарльз Бингэм, 7-й баронет (22 сентября 1735 — 29 марта 1799), второй сын сэра Джона Бингэма, 5-го баронета, барон Лукан с 1776 года и граф Лукан с 1795 года

## Графы Лукан, вторая креация (1795)

Герб графов Лукан

- 1795—1799: Чарльз Бингэм, 1-й граф Лукан (22 сентября 1735 — 29 марта 1799), второй сын сэра Джона Бингэма, 5-го баронета;
- 1799—1839: Ричард Бингэм, 2-й граф Лукан (4 декабря 1764 — 30 июня 1839), единственный сын предыдущего;
- 1839—1888: Фельдмаршал Джордж Чарльз Бингэм, 3-й граф Лукан (16 апреля 1800 — 10 ноября 1888), старший сын предыдущего;
- 1888—1914: Джордж Бингэм, 4-й граф Лукан (8 мая 1830 — 5 июня 1914), старший сын предыдущего;
- 1914—1949: Джордж Бингэм, 5-й граф Лукан (13 декабря 1860 — 20 апреля 1949), старший сын предыдущего;
- 1949—1964: Патрик Джордж Чарльз Бингэм, 6-й граф Лукан (24 ноября 1898 — 21 января 1964), старший сын предыдущего;
- 1964—2016: Ричард Джон Бингэм, 7-й граф Лукан (18 декабря 1934, пропал без вести 8 ноября 1974), старший сын предыдущего, предположительно мёртв, признан умершим в 2016;
- 2016 — по настоящее время: Джордж Чарльз Бингэм, 8-й граф Лукан (род. 21 сентября 1967), единственный сын предыдущего.
  - Наследник титула: Чарльз Ларс Джон Бингэм, лорд Бингэм (род. 31 мая 2020), единственный сын предыдущего.